# Ruegylet
Ruegylet är en sjö i Karlshamns kommun i Blekinge och ingår i Mörrumsån-Skräbeåns kustområde. Sjön har en area på 0,0397 kvadratkilometer och ligger 49,3 meter över havet.

## Delavrinningsområde
Ruegylet ingår i det delavrinningsområde (623053-143173) som SMHI kallar för Mynnar i havet. Medelhöjden är 60 meter över havet och ytan är 61,54 kvadratkilometer. Det finns inga avrinningsområden uppströms utan avrinningsområdet är högsta punkten. Avrinningsområdets utflöde Gallån mynnar i havet. Avrinningsområdet består mestadels av skog (69 %) och jordbruk (17 %). Avrinningsområdet har 1,43 kvadratkilometer vattenytor vilket ger det en sjöprocent på 2,3 %. Bebyggelsen i området täcker en yta av 0,46 kvadratkilometer eller 1 % av avrinningsområdet.